# Oxford Sandy and Black

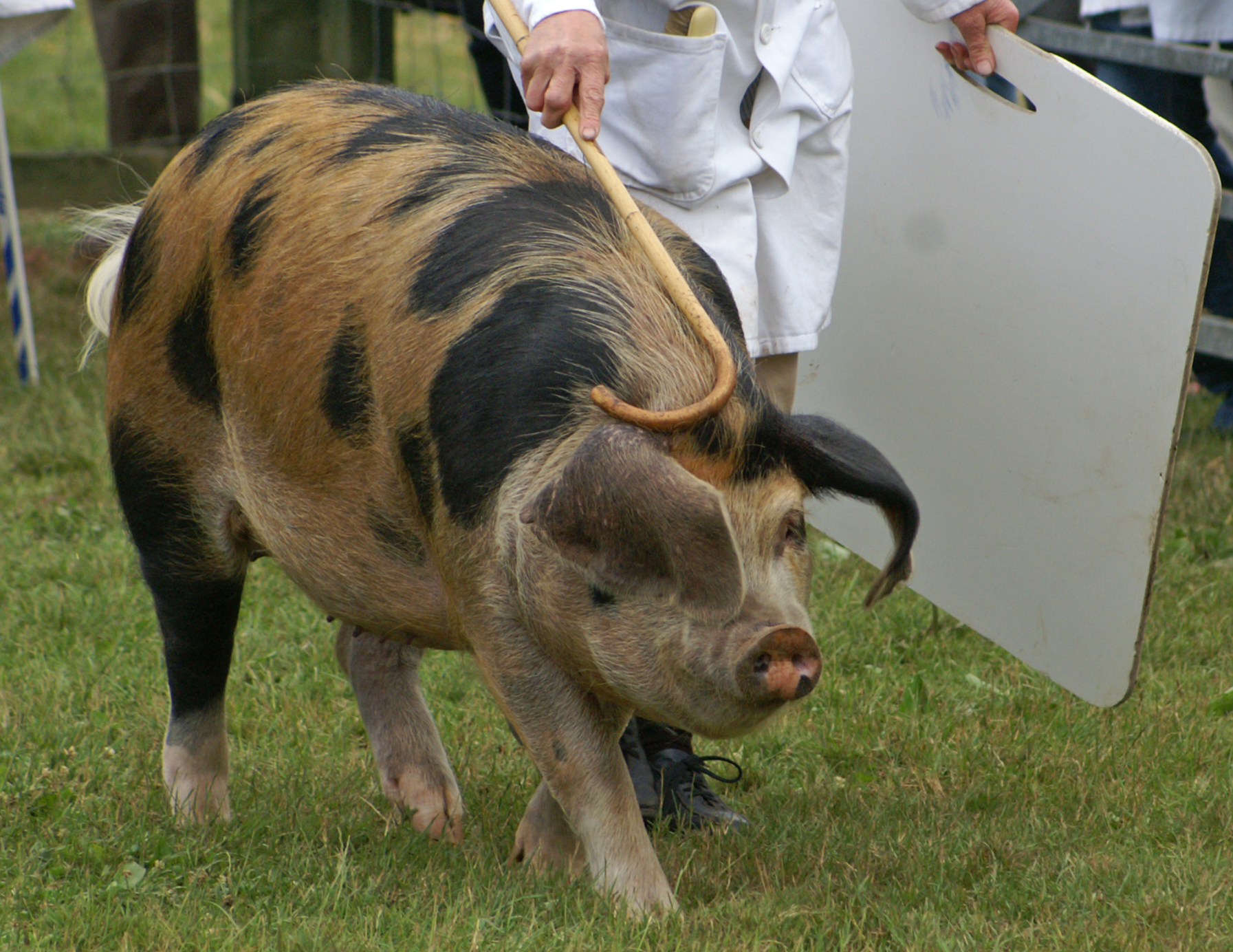
Een Oxford Sandy and Black zeug op een diershow

De Oxford Sandy and Black is een varkenras dat zijn oorsprong vindt in Oxfordshire in het Verenigd Koninkrijk.
Het ras is genoemd naar de kleur, zwarte vlekken op een achtergrond van zandbruin. Het ras wordt ook wel "Plum Pudding-varken" of "Oxford Forest-varken" genoemd.
De Oxford Sandy and Black is een winterhard, volgzaam varken dat buiten gehouden kan worden. Eerder was het ras populair bij arbeiders, omdat het van afval kon leven en gehard was. Zijn kleur beschermt tegen zonnebrand (roze varkens hebben daarvan meer te lijden). Het ras heeft twee keer op het punt gestaan van uitsterven, maar is herstellende, mede dankzij de inspanningen van de rasvereniging, de Oxford Sandy & Black Pig Society.